# Светско првенство у атлетици у дворани 2018 — 3.000 метара за жене
Трка на 3.000 метара у женској конкуренцији на 17. Светском првенству у атлетици у дворани 2018. одржана је 1. марта у Arena Birmingham у Бирмингему (Уједињено Краљевство).
Титулу освојену у Портланду 2016, одбранила је Гензебе Дибаба из Етиопије.

## Земље учеснице
Учествовало је 14 такмичарки из 11 земаља.
| 1. Етиопија (2) 2. Јордан (1) 3. Јужноафричка Република (1) 4. Канада (1) 5. Кенија (1) | 1. Немачка (1) 2. Румунија (1) 3. САД (2) 4. Уједињено Краљевство (2) 5. Холандија (1) 6. Шведска (1) |

## Освајачи медаља
| Освајачи медаља |             |                      |  |  |  |  |
|                 |             |                      |  |  |  |  |
|                 |             |                      |  |  |  |  |
|                 |             |                      |  |  |  |  |
| Гензебе Дибаба  | Сифан Хасан | Лора Мјур            |  |  |  |  |
| Етиопија        | Холандија   | Уједињено Краљевство |  |  |  |  |

## Рекорди пре почетка Светског првенства 2018.
Рекорди у трци на 3.000 метара за жене пре почетка светског првенства 1. марта 2018. године:
| Рекорди пре почетка Светског првенства 2016. | Рекорди пре почетка Светског првенства 2016. | Рекорди пре почетка Светског првенства 2016. | Рекорди пре почетка Светског првенства 2016. | Рекорди пре почетка Светског првенства 2016. | Рекорди пре почетка Светског првенства 2016. |
| -------------------------------------------- | -------------------------------------------- | -------------------------------------------- | -------------------------------------------- | -------------------------------------------- | -------------------------------------------- |
| Светски рекорд                               | Гензебе Дибаба                               | Етиопија                                     | 8:16,60                                      | Стокхолм, Шведска                            | 6. фебруар 2014.                             |
| Рекорд светских првенстава                   | Ели ван Хулст                                | Холандија                                    | 8:33,82                                      | Будимпешта, Мађарска                         | 4. март 1989.                                |
| Најбољи резултат сезоне                      | Гензебе Дибаба                               | Етиопија                                     | 8:31,23                                      | Сабадељ, Шпанија                             | 13. фебруар 2018.                            |
| Афрички рекорд                               | Гензебе Дибаба                               | Етиопија                                     | 8:16,60                                      | Стокхолм, Шведска                            | 6. фебруар 2014.                             |
| Азијски рекорд                               | Јенмеј Дунг                                  | Кина                                         | 8:41,34                                      | Лисабон, Португалија                         | 10. март 2001.                               |
| Северноамерички рекорд                       | Шалејн Фланаган                              | Сједињене Државе                             | 8:33,35                                      | Бостон, Сједињене Државе                     | 27. јануар 2007.                             |
| Јужноамерички рекорд                         | Летисија Вријезде                            | Суринам                                      | 9:07,08                                      | Хаг, Холандија                               | 31. јануар 1993.                             |
| Европски рекорд                              | Лидија Шобухова                              | Русија                                       | 8,27,86                                      | Москва, Русија                               | 17. фебруар 2006.                            |
| Океанијски рекорд                            | Кимберли Смит                                | Нови Зеланд                                  | 8,38,14                                      | Бостон, Сједињене Државе                     | 27. јануар 2007.                             |

### Најбољи резултати у 2018. години
Десет најбољих атлетичарки на 3.000 метара у дворани пре почетка првенства (1. марта 2018), имале су следећи пласман.
| 1.  | Гензебе Дибаба          | Етиопија         | 8:31,23 | 13. фебруар |
| 2.  | Шелби Хоулихан          | Сједињене Државе | 8:36,01 | 3. фебруар  |
| 2.  | Констанце Клостерхалфен | Немачка          | 8:36,01 | 18. фебруар |
| 4.  | Хелен Обири             | Кенија           | 8:38,81 | 25. јануар  |
| 5.  | Беатрис Чепкоеч         | Кенија           | 8:39,15 | 25. јануар  |
| 6.  | Фанту Ворку             | Етиопија         | 8:39,55 | 25. јануар  |
| 7.  | Мариела Хол             | Сједињене Државе | 8:40,20 | 3. фебруар  |
| 8.  | Џенифер Симпсон         | Сједињене Државе | 8:40,31 | 10. фебруар |
| 9.  | Фотјен Тесфај           | Етиопија         | 8:41,08 | 10. фебруар |
| 10. | Aisha Praught           | Јамајка          | 8:41,10 | 3. фебруар  |

Такмичарке чија су имена подебљана учествовале су на СП 2018.

## Квалификационе норме
| Дворана | Отворено                   |
| ------- | -------------------------- |
| 8:50,00 | 8:28,00 (14:45,00 5.000 м) |

## Сатница
| Датум         | Време | Ниво   |
| ------------- | ----- | ------ |
| 1. март 2018. | 20:15 | Финале |

Сва времена су по локалном времену (UTC+1)

## Резултати

### Финале
Финале је одржано 1. марта 2018. у 20:15 по локалном времену.,
| Место | Атлетичарка             | Земља                  | ЛР      | ЛРС     | Резултат | Белешка |
| ----- | ----------------------- | ---------------------- | ------- | ------- | -------- | ------- |
|       | Гензебе Дибаба          | Етиопија               | 8:16,60 | 8:31,23 | 8:45,05  |         |
|       | Сифан Хасан             | Холандија              | 8:30,76 |         | 8:45,68  | ЛРС     |
|       | Лора Мјур               | Уједињено Краљевство   | 8:26,41 | 8:46,71 | 8:45,78  | ЛРС     |
| 4.    | Хелен Онсандо Обири     | Кенија                 | 8:29,41 | 8:38,81 | 8:49,66  |         |
| 5.    | Шелби Хоулихан          | САД                    | 8:36,01 | 8:36,01 | 8:50,38  |         |
| 6.    | Фанту Ворку             | Етиопија               | 8:39,55 | 8:39,55 | 8:50,54  |         |
| 7.    | Констанце Клостерхалфен | Немачка                | 8:36,01 | 8:36,01 | 8:51,79  |         |
| 8.    | Кејти Маки              | САД                    | 8:43,15 | 8:43,15 | 8:56,62  |         |
| 9.    | Доминике Скот           | Јужноафричка Република | 8:41,18 | 8:41,18 | 8:59,93  |         |
| 10.   | Ајлиш Маколган          | Уједињено Краљевство   | 8:43,02 | 8:50,87 | 9:01,32  |         |
| 11.   | Женевјев Лалонд         | Канада                 | 8:49,78 | 8:49,78 | 9:03,91  |         |
| 12.   | Мераф Бахта             | Шведска                | 8:42,46 | 8:42,46 | 9:05,94  |         |
| 13.   | Клаудија Михаела Бобоча | Румунија               | 8:51,58 | 8:53,97 | 9:23,70  |         |
| 14.   | Тамара Армуш            | Јордан                 | 9:27,78 | 9:27,78 | 9:45,68  |         |

### Пролазна времена
| Дистанца | Атлетичарка             | Земља   | Време   |
| -------- | ----------------------- | ------- | ------- |
| 1.000 м  | Констанце Клостерхалфен | Немачка | 3:14,67 |
| 2.000 м  | Констанце Клостерхалфен | Немачка | 6:07,62 |